# Hétéroprotéine
Une hétéroprotéine, parfois appelée protéine conjuguée, est un composé chimique organique constitué d'une partie protéique (enchaînement d'acides aminés) appelée apoprotéine et d'une partie non protéique appelée groupement prosthétique. Par opposition, une holoprotéine est, elle, uniquement constituée d'acides aminés, sans groupe supplémentaire.  
On classe souvent les hétéroprotéines en fonction de leur groupe prosthétique. On distingue par exemple :
- les nucléoprotéines, comme les ribosomes, liées de l'acide nucléique (typiquement ADN ou ARN).
- les glycoprotéines, comme les anticorps, liées à un ou plusieurs oses (sucres).
- les lipoprotéines, vecteur de transport des lipides dans l'organisme.
- les chromoprotéines, dont le groupement prosthétique est chromophore.
- les phosphoprotéines, comme la caséine, protéines phosphorylées. Certains auteurs classent néanmoins les phosphoprotéines comme des holoprotéines, en considérant que la phosphorylation ne compte pas comme adjonction d'un groupement prosthétique.
- les métalloprotéines, comme l'hémoglobine, pouvant fixer un ou plusieurs atomes métalliques.